# Бас Херкулан
Флавије Бас Херкулан ( fl. 449–452) је био аристократа и политичар Западног римског царства, супруг Јусте Грате Хонорије. Почаствован је конзулатом 452. са Спорацијем као његовим колегом. 
Био је члан сената и његов карактер је био веома цењен.  Можда је био припадник рода Аниции.

## Веридба за Хонорију
Хонорија је била сестра цара Валентинијана III . Године 449. имала је 31 годину и било јој је забрањено да се уда, као и Пулхерија и друге сестре цара Теодосија II . Њен брат цар јој је наредио да остане у целибату.  Када је Хонорија ухваћена да спава са својим коморником, скандал који је уследио приморао је цара Валентинијана III да јој брзо пронађе мужа који не би представљао претњу његовој владавини, па је одабрао Басуса.  Суочена са изгледом за брак без љубави, Хонорија је уместо тога послала поруку и веренички прстен краљу Атили Хуну, тражећи његову помоћ.  Захтевао је да му се она преда заједно са половином Западног римског царства. Цар Валентинијан III је то одбио и Хонорија је удата за Херкулана.